# L'enquête interdite
Pour plus de détails, voir Fiche technique et Distribution.
L'enquête interdite (Rainbow Drive) est un téléfilm américain de 1990 réalisé par Bobby Roth.

## Synopsis
la police lance une enquête sur des meurtres à Hollywood.

## Fiche technique
- Titre original : Rainbow Drive
- Titre français : L'enquête interdite
- Réalisation : Bobby Roth
- Scénario :  Roderick Thorp, Bill Phillips et Bennett Cohen
- Photographie : Tim Suhrstedt
- Montage : Henk Van Eeghen
- Production : John Veitch
- Pays d'origine :  États-Unis
- Langue : Anglais
- Durée : 100 minutes
- Date de sortie : 8 septembre 1990 (USA)

## Distribution
- Peter Weller : Mike Gallagher
- Sela Ward : Laura Demming
- David Caruso : Larry Hammond
- Tony Jay : Max Hollister
- James Laurenson : Hans Roehrig
- Jon Gries : Azzolini
- Henry G. Sanders : Marvin Burgess
- Chris Mulkey : Ira Rosenberg
- David Neidorf : Bernie Maxwell
- Bruce Weitz : Dan Crawford
- Chelcie Ross : Tom Cutler
- Rutanya Alda : Marge Crawford
- Megan Mullally : Ava Zieff
- Michael Bruce : Rudy